# Оскар Чувік
Оскар Чувік (угор. Oszkár Csuvik, 28 березня 1925 — 23 жовтня 2008) — угорський ватерполіст.
Срібний призер Олімпійських Ігор 1948 року.